# Natuurpark Bulgarka

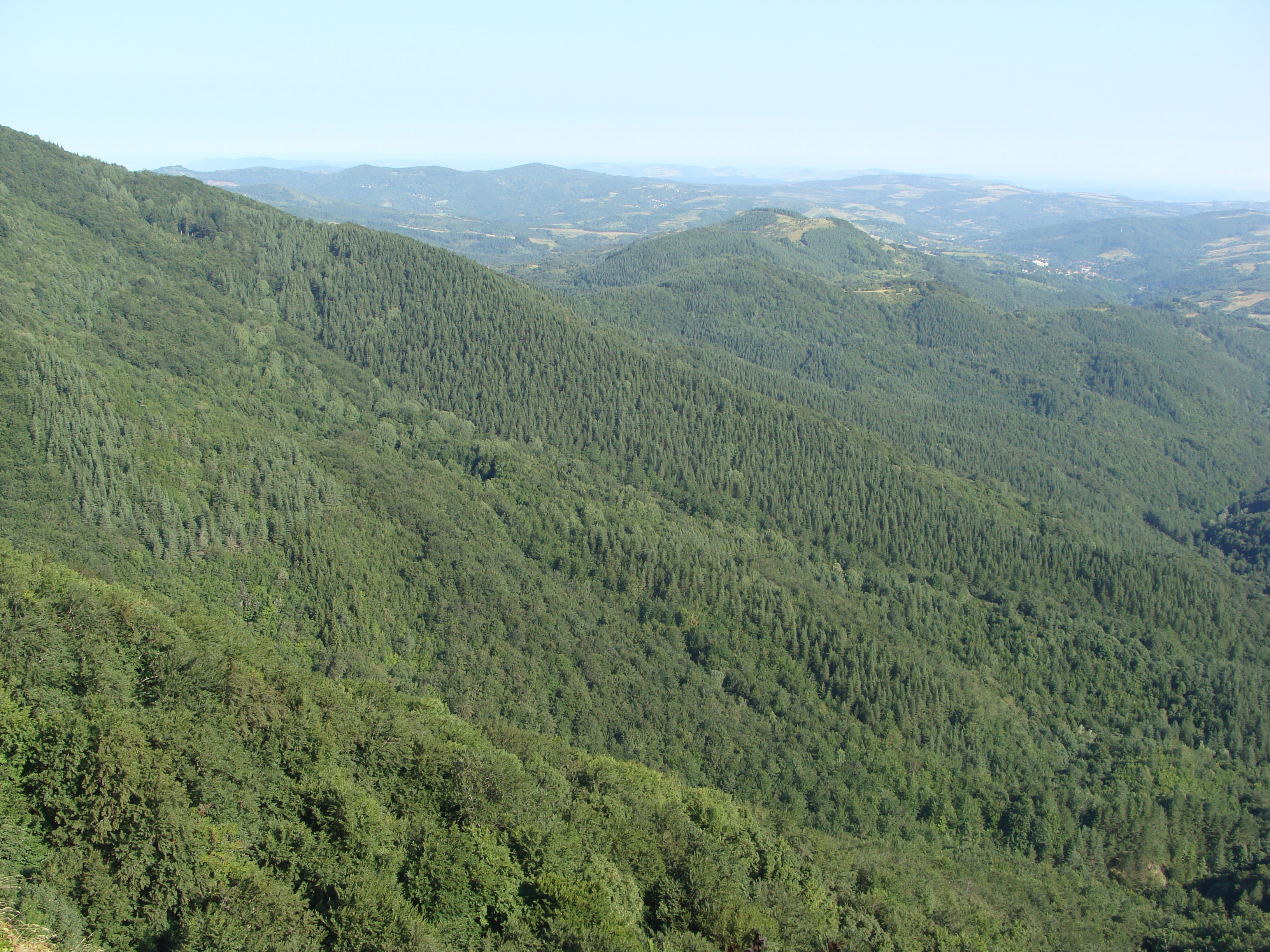

Natuurpark Bulgarka (Bulgaars: Природен парк ″Българка″) is een natuurpark in Bulgarije. Het park is 22000 hectare groot en werd opgericht in 2002. Het natuurpark omvat bergen en bossen in het Balkangebergte en grenst aan Nationaal Park Centrale Balkan. In het park komt wolf, bruine beer, goudjakhals voor.